# Miki Herman
Miki Herman es una productora de cine y televisión estadounidense, conocida por su extenso trabajo dentro de la franquicia Star Wars.

## Vida y carrera
Miki Herman se interesó por la cinematografía tras observar a su padre desde una temprana edad, quien utilizaba una cámara para realizar películas caseras. Comenzó a realizar sus propias películas caseras mientras estudiaba en una universidad en San Francisco y, tras su graduación, se mudó a Los Ángeles.
Herman comenzó su carrera profesional trabajando como asistente de George Lucas en la película de ciencia ficción de 1977 Star Wars: Episodio IV - Una nueva esperanza. Después se desempeñó como coordinadora de producción en Star Wars: Episodio V - El Imperio contraataca y como mánager de la unidad de producción en Star Wars: Episodio VI - El retorno del Jedi.
Entre otros proyectos destaca su labor como productora en las series animadas Star Wars: Droids y Star Wars: Ewoks.
A fecha de 2015 ya no trabaja en la industria de la animación, dedicándose en su lugar al desarrollo de espacios interactivos para la creación de parques temáticos, así como para su uso en películas de ciencia ficción tanto estadounidenses como japonesas.
Miki retomó brevemente su relación con la franquicia Star Wars al aparecer en el documental de 2023 A Disturbance in the Force, centrado en la historia y producción de Star Wars Holiday Special.

## Filmografía

### Cine
| Año  | Título                                           | Ocupación                  | Notas |
| ---- | ------------------------------------------------ | -------------------------- | ----- |
| 1977 | Star Wars: Episodio IV - Una nueva esperanza     | Asistenta de producción    |       |
| 1977 | The Making of 'Star Wars                         | Ella misma                 |       |
| 1978 | Star Wars Holiday Special                        | Consultora                 |       |
| 1980 | Star Wars: Episodio V - El Imperio contraataca   | Coordinadora de producción |       |
| 1980 | SP FX: Special Effects - The Empire Strikes Back | Productora asociada        |       |
| 1981 | En busca del arca perdida                        | Productora asociada        |       |
| 1983 | Classic Creatures: Return of the Jedi            | Productora asociada        |       |
| 1983 | From 'Star Wars' to 'Jedi': The Making of a Saga | Productora asociada        |       |
| 1997 | The Pirates and the Prince                       | Productora ejecutiva       |       |
| 1997 | The Haunted Village                              | Productora ejecutiva       |       |
| 2004 | Treasure of the Hidden Planet                    | Productora ejecutiva       |       |
| 2004 | Tales from the Endor Woods                       | Productora ejecutiva       |       |
| 2023 | A Disturbance in the Force                       | Ella misma                 |       |

### Televisión
| Año       | Título | Ocupación            | Notas        |
| --------- | ------ | -------------------- | ------------ |
| 1985      | Ewoks  | Productora ejecutiva | 13 episodios |
| 1985-1986 | Droids | Productora ejecutiva | 14 episodios |